# Roberto Ottaviano
Roberto Ottaviano (Bari, 21 dicembre 1957) è un sassofonista italiano.

## Biografia
Attivo sulla scena Jazzistica Internazionale da circa cinquant’anni, Ottaviano ha suonato ed inciso con alcuni tra i più prestigiosi musicisti americani ed europei a cavallo tra diverse generazioni: Dizzy Gillespie, Chet Baker, Art Farmer, Mal Waldron, Nexus, Reggie Workman, Albert Mangelsdorff, Giorgio Gaslini, Enrico Rava, Steve Swallow, Pierre Favre, Kenny Wheeler, Keith Tippett, Tiziana Ghiglioni, Franz Koglmann, Glenn Ferris, Karl Berger, Stefano Battaglia, Han Bennink, Arild Andersen, Michel Godard e tantissimi altri.
Tra le formazioni che dirige: il quartetto di fiati Astrolabio con Gianluigi Trovesi, Glenn Ferris e Michel Godard,  il quartetto Sideralis, con Alexander Hawkins, Michael Formanek e Gerry Hemingway, con la quale ha vinto il premio Pino Candini Musica Jazz miglior disco del 2017, il trio “Lacy in the Sky with Diamonds” con Danilo Gallo e Ferdinando Faraò ed il quintetto Eternal Love con Marco Colonna, Alexander Hawkins, Giovanni Maier e Zeno De Rossi che sta raccogliendo enormi consensi da parte della critica nazionale ed internazionale e con il quale ha vinto il premio Pino Candini Musica Jazz miglior disco del 2020.
Ottaviano vince inoltre il premio della critica come miglior musicista Jazz dell’anno 2022 e 2024. Dopo essere stato tra i principali animatori dell’Associazione Nazionale del Musicisti Jazz, viene da poco eletto quale Presidente della Federazione Il Jazz Italiano.
Si esibisce in Germania, Austria, Svizzera, Belgio, Francia, Danimarca, Norvegia, Inghilterra, Spagna, Portogallo, Yugoslavia, Albania, Romania, Russia, India, Giappone, Messico, Tailandia, Marocco, Algeria, Costa d’Avorio, Senegal, Cameroun, Stati Uniti, Canada, ed ha inciso per Red, Splasc(h), Soul Note, Dodicilune, Hat Art, Intakt, ECM, DIW, Clean Feed ed Ogun.
Come didatta ha fondato il corso Musica Jazz nel Conservatorio della sua città e ne è stato coordinatore per quasi quarant’anni anni. Ha condotto e conduce Workshops e Masterclass su varie tematiche in giro per il mondo.

## Discografia Selezionata
- 2024 - Lacy in the Sky with Diamonds - Clean Feed
- 2024 - People - (w Eternal Love) Dodicilune
- 2024 - What Love (Extended Love feat. Ralph Alessi, Samuel Blaser) - Allegato di Musica Jazz
- 2022 - Charlie's Blue Skylight (duo w  Alexander Hawkins) - Dodicilune
- 2021 - The Gates. Live In Concert (duo w  A Centazzo) - Ictus Records
- 2020 - Skins - (Solo) Nel gioco del Jazz
- 2020 - Resonance & Rhapsodies (2CD) - (w Eternal Love & Extended Love) Dodicilune
- 2018 - Eternal Love - (w. M.Colonna, A.Hawkins, G.Maier, Z.De Rossi) Dodicilune
- 2017 - Sideralis (w A.Hawkins, M.Formanek, G,Hemingway)) - Dodicilune
- 2015 - Astrolabio - (w. G.trovesi, G.Ferris, M.Godard) Dodicilune
- 2014 - Forgotten Matches. The Worlds Of Steve Lacy (2CD) - Dodicilune
- 2013 - Arcthetics.Soffio Primitivo - (w. E.Parrini, P.Botti, S.Maiore, G.Maier, R.Dani)  Dodicilune
- 2012 - In A Rainy Day (w. A.Centazzo) - Ictus Records
- 2007 - Rebel Flames - (Canto General feat. Louis Moholo) Ogun
- 2004 - Viva la Black Live in Ruvo - (feat. Keith & Julie Tippett, Louis Moholo) Ogun
- 2003 - Pow Pow - (w. Gianluca Petrella, B.Caruso, M.Signorile, G.Maier, R.Dani) Splasc(h)
- 2003 - Trio Live In Israel - (w. Giorgio Vendola, R.Dani) Soul Note
- 1996 - Black Spirits Are Here Again - (w.M.Waldron) DIW
- 1996 - Window Steps - (w. P.Favre, K.Wheeler, D.Darling, S.Swallow) ECM
- 1995 - Hybrid and Hot - (w. G.Petrella, T.Varner, M.Godard, M.Magliocchi) Splasc(h)
- 1991 - Otto - (Solo) Splasc(h)
- 1990 - Above Us -  (w. S.battaglia, P. Leveratto, E.Fioravanti) Splasc(h)
- 1990 - Items from the Old Earth - (w. Six Mobiles) Splasc(h)
- 1989 - Sotto il Sole Giaguaro - (w. S.Battaglia, P.Leveratto, E.Fioravanti) Solstice Records
- 1988 - Mingus. Portraits in six Colours - (w. Six Mobiles) Splasc(h)
- 1987 - The Leo - (w. J.J. Avenel, O.Johnson, D.Cavallanti, P.Dalla Porta) Red Record
- 1987 - The Leap - (feat. R:Anderson) Red Record
- 1986 - Samadhi - (A  Cappelletti/R Ottaviano Quartet) Splasc(h)
- 1985 - Aspects (w. P.Fresu, C.Actis Dato, G.Schiaffini, F.Feruglio, M.Magliocchi)) - Tactus

## Recensioni
- Richard Cook & Brian Morton, The Penguin Guide to Jazz on CD. 6th Edition, London, Penguin, 2002 ISBN 0-14-017949-6.
- Bielefelder Katalog Jazz, 2001

## Pubblicazioni
- Ottaviano, Il sax, lo strumento, la storia, le tecniche, Padova ,1989, Franco Muzzio editore,